# Чемпіонат націй КОНКАКАФ 1977
Чемпіонат націй КОНКАКАФ 1977 (ісп. Campeonato de Naciones de CONCACAF 1977) — 7-й розіграш чемпіонату націй КОНКАКАФ, організований КОНКАКАФ, що відбувся з 8 по 23 жовтня 1977 року у Мексиці. Турнір виконував також функції відбіркового турніру до чемпіонату світу 1978 року в північноамериканській континентальній зоні. Мексиканці втретє стали чемпіонами КОНКАКАФ і отримали путівку на чемпіонат світу.

## Кваліфікація
17 країн КОНКАКАФ подали заявки на участь в чемпіонаті. Гондурас знявся до початку турніру. Решта 16 країн були розділені на 3 зони за географічним принципом. По дві найкращі команди з кожної зони отримали право зіграти у вирішальному турнірі.

## Стадіони
| Мехіко             | Монтеррей             |
| ------------------ | --------------------- |
| «Ацтека»           | «Естадіо Текнологіко» |
| Місткість: 105,000 | Місткість: 35,485     |
|                    |                       |

## Результати
| Команда   | М | В | Н | П | ГЗ | ГП | РГ  | О  |
| --------- | - | - | - | - | -- | -- | --- | -- |
| Мексика   | 5 | 5 | 0 | 0 | 20 | 5  | +15 | 10 |
| Гаїті     | 5 | 3 | 1 | 1 | 6  | 6  | 0   | 7  |
| Сальвадор | 5 | 2 | 1 | 2 | 8  | 9  | −1  | 5  |
| Канада    | 5 | 2 | 1 | 2 | 7  | 8  | −1  | 5  |
| Гватемала | 5 | 1 | 1 | 3 | 8  | 10 | −2  | 3  |
| Суринам   | 5 | 0 | 0 | 5 | 6  | 17 | −11 | 0  |

| 8 жовтня 1977 |

| Гватемала                        | 3–2 | Суринам             |
| -------------------------------- | --- | ------------------- |
| Макдлональд 15', 38' Альфаро 85' |     | Схал 2' Рігтерс 55' |

| «Естадіо Текнологіко», Монтеррей Арбітр: Вуерц (США) |

| 8 жовтня 1977 |

| Канада   | 1–2 | Сальвадор       |
| -------- | --- | --------------- |
| Бадд 85' |     | Сапата 44', 84' |

| «Естадіо Текнологіко», Монтеррей Арбітр: Пестаріно (Аргентина) |

| 9 жовтня 1977 |

| Мексика                         | 4–1 | Гаїті     |
| ------------------------------- | --- | --------- |
| Санчес 1' Ранхель 46', 70', 82' |     | Огюст 78' |

| «Ацтека», Мехіко Арбітр: Рамон Баррето (Уругвай) |

| 12 жовтня 1977 |

| Канада                | 2–1 | Суринам            |
| --------------------- | --- | ------------------ |
| Парсонс 32' Бакич 74' |     | Олмберг 40' (пен.) |

| «Ацтека», Мехіко Арбітр: Луїс Пауліно Сілес (Коста-Рика) |

| 12 жовтня 1977 |

| Мексика                          | 3–1 | Сальвадор |
| -------------------------------- | --- | --------- |
| Х. Карденас 36' Ранхель 59', 90' |     | Уесо 75'  |

| «Ацтека», Мехіко Арбітр: Торос Кібрітьян (США) |

| 12 жовтня 1977 |

| Гватемала | 1–2 | Гаїті            |
| --------- | --- | ---------------- |
| Мітровіч  |     | Джеральд Домінге |

| «Естадіо Текнологіко», Монтеррей Арбітр: Пестаріно (Аргентина) |

| 15 жовтня 1977 |

| Мексика                               | 8–1 | Суринам |
| ------------------------------------- | --- | ------- |
| Ісіордія Хіменес Санчес Чавес Ранхель |     | Схал    |

| «Естадіо Текнологіко», Монтеррей Арбітр: Вальверде Саласар (Коста-Рика) |

| 16 жовтня 1977 |

| Сальвадор | 0–1 | Гаїті     |
| --------- | --- | --------- |
|           |     | Санон 24' |

| «Ацтека», Мехіко Арбітр: Кальдерон Кастро (Куба) |

| 16 жовтня 1977 |

| Канада                        | 2–1 | Гватемала   |
| ----------------------------- | --- | ----------- |
| Парсонс 20' Б. Ленардуцці 35' |     | Альфаро 62' |

| «Ацтека», Мехіко Арбітр: Рамон Баррето (Уругвай) |

| 19 жовтня 1977 |

| Мексика                        | 2–1 | Гватемала    |
| ------------------------------ | --- | ------------ |
| Васкес 28' (пен.) Карденас 81' |     | Мітровіч 44' |

| «Ацтека», Мехіко Арбітр: Пестаріно (Аргентина) |

| 20 жовтня 1977 |

| Сальвадор      | 3–2 | Суринам             |
| -------------- | --- | ------------------- |
| Гонсалес Росас |     | Емануельсон Олмберг |

| «Естадіо Текнологіко», Монтеррей Арбітр: Кроквелл (Бермуди) |

| 20 жовтня 1977 |

| Канада    | 1–1 | Гаїті          |
| --------- | --- | -------------- |
| Бакич 89' |     | Дорсанвіль 70' |

| «Естадіо Текнологіко», Монтеррей Арбітр: Вальверде Саласар (Коста-Рика) |

| 22 жовтня 1977 |

| Мексика                    | 3–1 | Канада     |
| -------------------------- | --- | ---------- |
| Гусман 31', 40' Санчес 65' |     | Парсонс 9' |

| «Естадіо Текнологіко», Монтеррей Арбітр: Мозес (Нідерландські Антильські острови) |

| 23 жовтня 1977 |

| Гватемала       | 2–2 | Сальвадор          |
| --------------- | --- | ------------------ |
| РІвера 58', 75' |     | Росас 44' Уесо 85' |

| «Ацтека», Мехіко Арбітр: Де ла Пуенте (Домініканська Республіка) |

| 23 жовтня 1977 |

| Гаїті   | 1–0 | Суринам |
| ------- | --- | ------- |
| Домінге |     |         |

| «Ацтека», Мехіко Арбітр: Ортіс Перес (ГОндурас) |

| Чемпіон націй КОНКАКАФ 1977 |
| --------------------------- |
| Мексика 1-й титул           |

## Найкращі бомбардири
6 голів
- Віктор Ранхель

4 голи
- Уго Санчес

3 goals
- Базз Парсонс
- Елмер Росас